# Capela do Senhor da Boa Nova
A Capela do Senhor da Boa Nova.

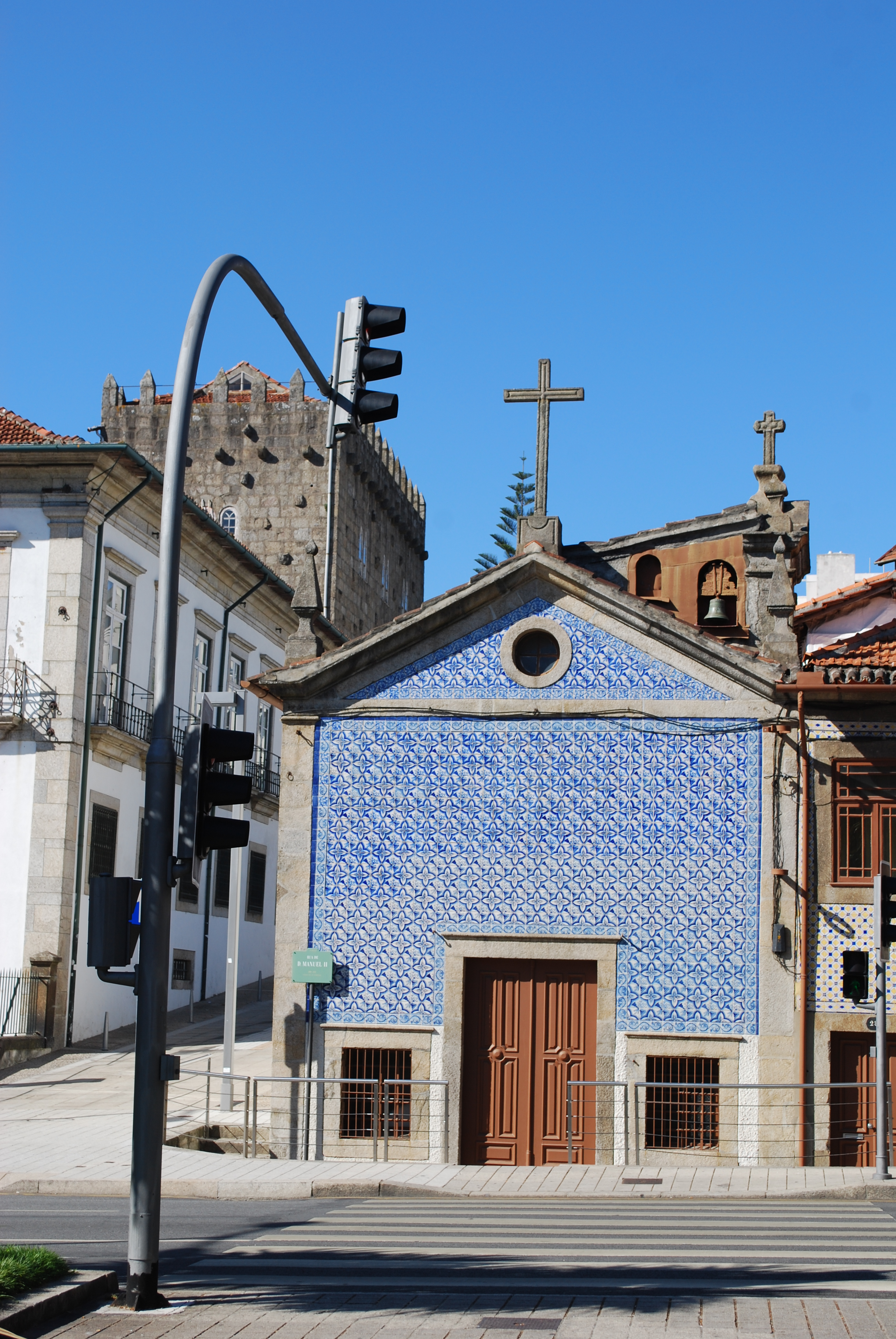
Capela do Senhor da Boa Nova

Em 1628, Pantaleão Gomes, piloto-mor da Índia residente em Miragaia e devoto do Senhor Bom Jesus de Bouças (o actualmente conhecido como Senhor de Matosinhos), mandou erguer no Largo da Torre da Marca, um padrão com uma imagem de Cristo crucificado, em honra do seu santo devoto. A imagem, com o tempo, ficou conhecida pelo Senhor Jesus da Boa Nova.
Em 1782, os moradores do local recolheram esmolas para fazer uma capela para acolher a imagem de pedra, que recolhia já alguma devoção popular. Ficou concluída no ano seguinte, instituindo-se a Irmandade do Senhor Jesus da Boa Nova.
Hoje, a capela está ainda aberta ao público, e fica mesmo em frente à porta principal do Palácio de Cristal no Porto. Por trás do altar-mor existe uma imagem de Cristo em granito deveras interessante. E na parte inferior do cunhal da fachada do templo, do lado da Rua da Boa Nova, há uma pedra onde são visíveis os restos de uma inscrição que foi a do padrão mandado erguer por Pantaleão Gomes.

## Fonte
- «Paróquia do Santíssimo Sacramento»